# ورزشگاه ال سوتو
ورزشگاه ال سوتو (به اسپانیایی: Estadio El Soto) با ظرفیت ۱۴٬۰۰۰ نفر یکی از ورزشگاه‌های فوتبال کشور اسپانیا است که در شهر موستولس ایالت مادرید واقع شده‌است. این ورزشگاه در سال ۱۹۸۱ بازگشایی شد و در حال حاضر بازی‌های خانگی باشگاه فوتبال موستولس در آن برگزار می‌گردد.